# 热泉 (南达科他州)
热泉（英語：Hot Springs），是美国南达科他州下属的一座城市。根据2010年美国人口普查，该市有人口3,711人。2011年估计该市人口约有3,653人，年增长率为?1.56%。